# Luciano Berio
Luciano Berio, född 24 oktober 1925 i Oneglia (idag en del av Imperia) i Ligurien, död 27 maj 2003 i Rom, var en italiensk tonsättare, en av grundarna av Studio di fonologia vid Milano-radion och från 1956 ledare för konsertinstitutionen Incontri musicali.
Han verkade också som lärare i USA och var professor i komposition vid Juilliard School of Music i New York. Han har varit en av de mest uppmärksammade radikalerna inom efterkrigstidens musik. I hans omfattande produktion ingick även banbrytande kompositoner av elektronisk musik.

## Biografi
Berio föddes i Oneglia (nu en del av Imperia) där han lärde sig spela piano av sin far och farfar, som båda var organister. Efter att ha tjänstgjort i armén under andra världskriget studerade han vid konservatoriet i Milano under Giulio Cesare Paribeni och Giorgio Federico Ghedino. På grund av en handskada han ådragit sig under kriget var en fortsättning av pianostudierna omöjlig varför han i stället koncentrerade sig på komposition.
År 1947 kom det första offentliga uppförandet av ett av hans verk, en svit för piano. År 1951 flyttade han till USA och studerade seriell teknik för Luigi Dallapiccola på Tanglewood. Han deltog senare i Darmstadtskolans sommarkurser (Internationale Ferienkurse für Neue Musik). Där väcktes hans intresse för elektronisk musik som inspirerade honom till att, tillsammans med Bruno Maderna, år 1955 starta Studio di Fonologia en studio för elektronisk musik vid den italienska radion i Milano.
År 1960 återvände Berio till Tanglewood, denna gång som etablerad kompositör och 1962 erbjöds han en lärarbefattning vid Mills College i Oakland, Kalifornien. Tre år senare började han undervisa vid Juilliard School, där han grundade Juilliard Ensemble, en grupp inriktad på framförande av samtida musik.
Under tiden fortsatte Berio att komponera och vann 1966 Italienska priset för Laborintus II. Hans rykte cementerades sedan när hans Sinfonia uruppfördes 1968. År 1972 återvände han till Italien och under åren 1974–80 fungerade han som chef för den elektro-akustiska avdelningen av IRCAM i Paris.
Berio tilldelades genom åren en rad utmärkelser och hedersuppdrag. År 1988 blev han hedersledamot av Royal Academy of Music, London. År 1989 fick han Ernst von Siemens musikpris. Han valdes till utländsk hedersledamot av American Academy of Arts and Sciences 1994. 
Samma år blev han Distinguished composer in residence vid Harvard University, och stannade där till 2000. Han var också verksam som dirigent och fortsatte att komponera till slutet av sitt liv. År 2000 blev han President på Accademia Nazionale di Santa Cecilia i Rom.
Berio gifte sig med sopranen Cathy Berberian och tillägnade henne flera verk (t.ex. Chamber music, 1951). Luciano Berio dog 2003 på ett sjukhus i Rom.

## Verk (urval)
Sceniska verk
- 1952–59 – Allez-Hop
- 1963 – Passaggio
- 1970 – Opera
- 1982 – La vera storia
- 1984 – Un re in ascolto
- 1997 – Outis
- 1999 – Cronaca del luogo

Seriella verk
- 1951 – Chamber music, text av James Joyce
- 1952 – Nones, för orkester
- 1957 – Serenata I

Elektronmusik
- 1956 – Mutazioni
- 1958 – Thema "Omaggio a Joyce"
- 1958 – Différances

Aleatoriska verk
- 1958 – Sequenza I
- 1960 – Tempi consertati
- 1961 – Epifanie
- 1962 – Circles

Andra verk
- 1962 – Sinchronie, för stråkkvartett
- 1963 – Sequenza 3
- 1965 – Laborintus II
- 1966 – Sequenza 4
- 1967 – Chemins II och 1968 Chemins III
- 1968 – Sinfonia
- 1971 – Agnus Dei
- 1972 – Recital I for Cathy
- 1973 – Konsert för två pianon